# Termele Romane din Varna

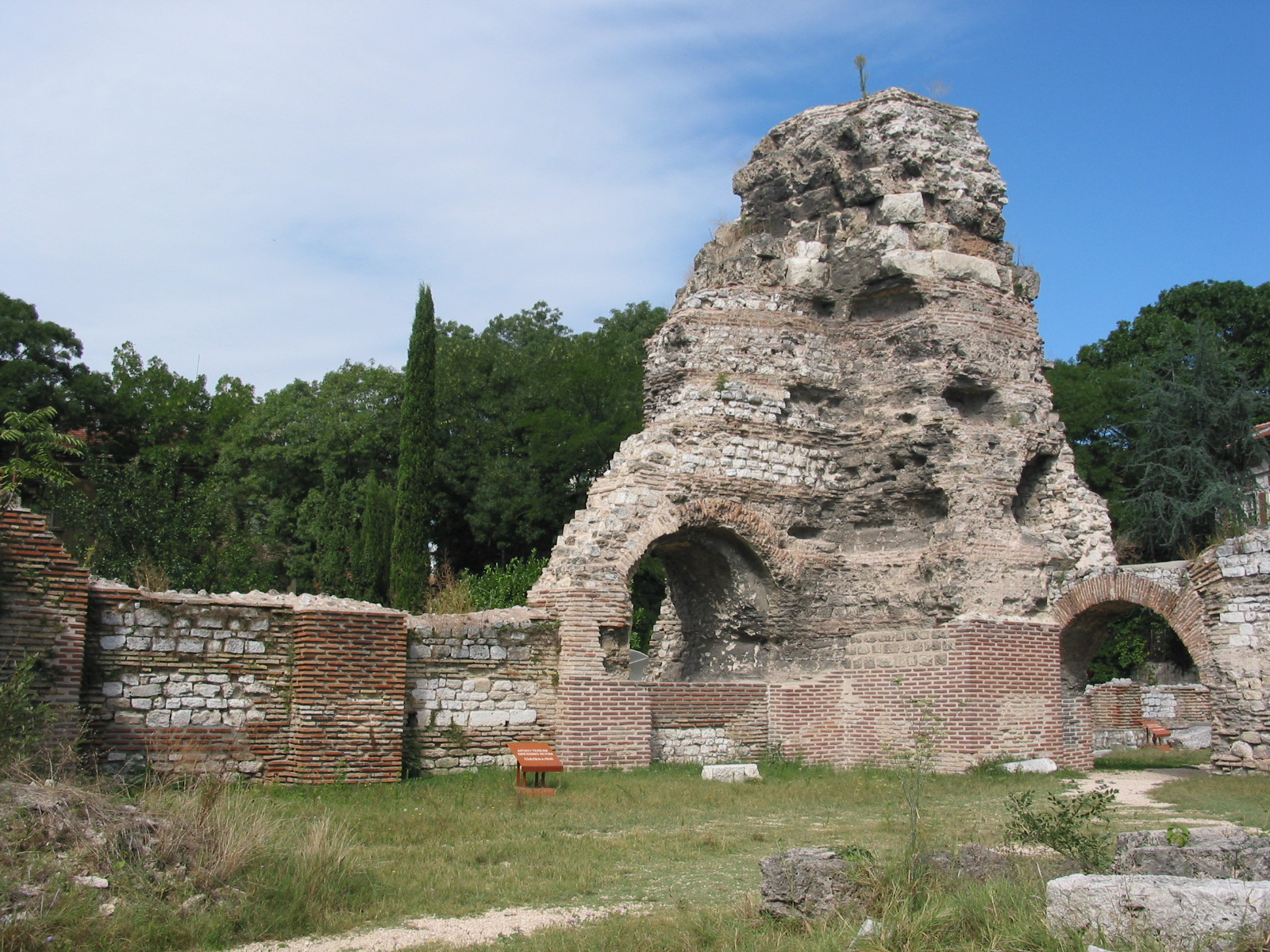
Ruinele Termelor Romane din Varna, Bulgaria

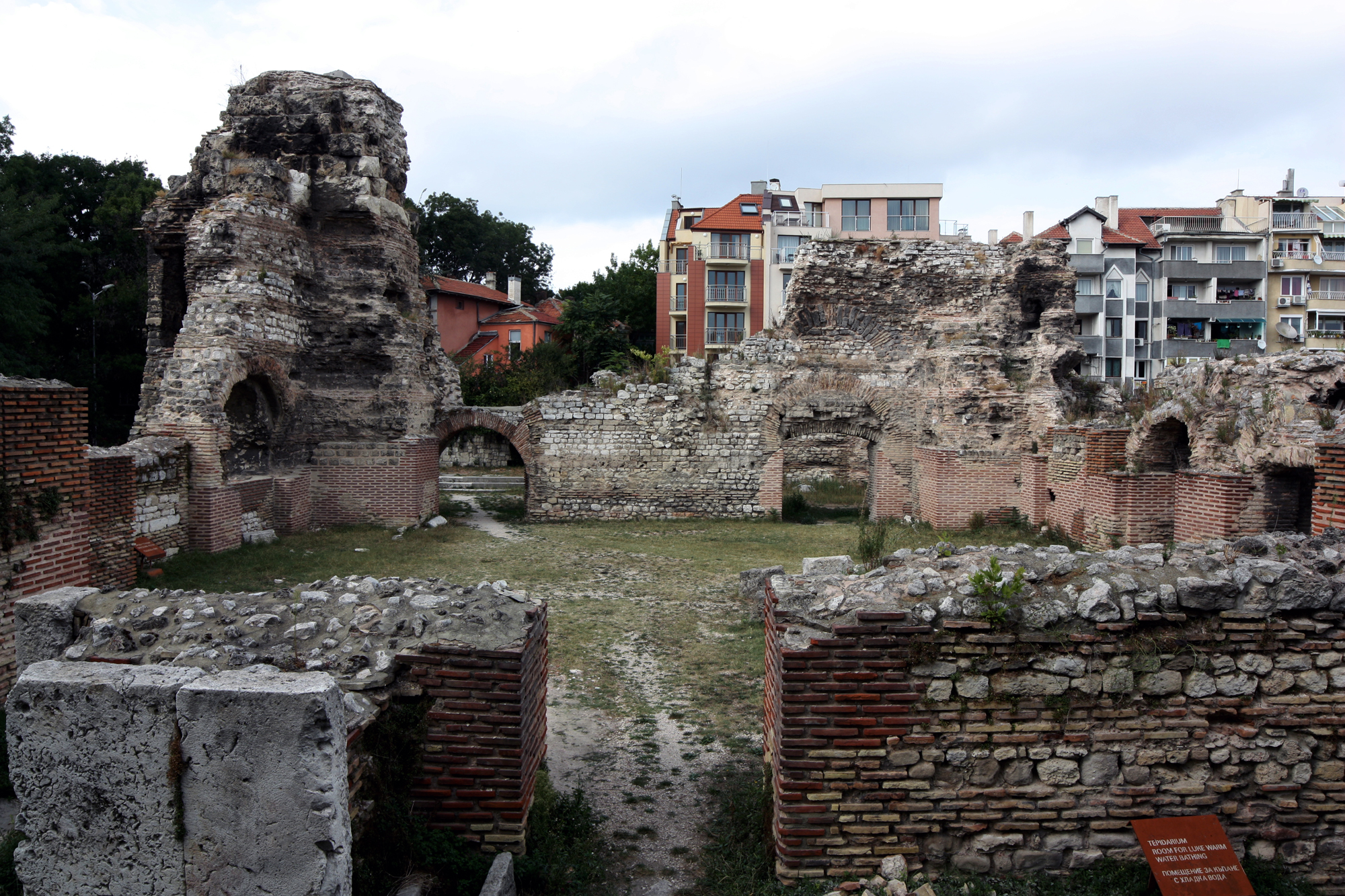
Ruinele Termelor Romane din Varna, Bulgaria

Termele romane (în bulgară Римски терми, transliterat: Rimski termi) sunt un complex de băi romane antice (thermae) din orașul-port Varna, la Marea Neagră, din nord-estul Bulgariei. Termele romane sunt situate în partea de sud-est a orașului modern, care sub Imperiul Roman era cunoscut sub numele de Odessus. Băile au fost construite la sfârșitul secolului al II-lea d.Hr. și se clasează pe locul patru între cele mai mari terme romane păstrate din Europa și cea mai mare din Balcani.

## Istorie
Vechea Varna, prima oară o colonie tracică și apoi greacă, a devenit parte a Imperiului Roman în 15 d.Hr. și a fost încorporată în provincia Moesia cu un anumit grad de autonomie locală. Băile romane din Varna au fost construite la sfârșitul secolului al II-lea și au rămas folosite timp de aproximativ o sută de ani, până la sfârșitul secolului al III-lea. Monede din timpul împăratului roman Septimius Severus (193-211) au fost descoperite printre ruinele băilor. Mult mai târziu, în secolul al XIV-lea, ruinele Termelor romane au devenit locul atelierelor de meșteșugari.
Ruinele au fost pentru prima dată recunoscute științific ca obiect antic în 1906 de către cercetătorul austro-ungar E. Kalinka. Situl a fost cercetat în continuare de frații arheologi ceho-bulgari Karel și Hermann Škorpil. Alte părți ale ruinelor au fost descoperite între 1959 și 1971 de o echipă condusă de arheologul M. Mirchev. În august 2013, Municipiul Varna a comandat un proiect urgent de conservare pentru Termenele Romane în valoare de 125.000 de leva.

## Aranjare
Rămășițele termelor romane se află în partea de sud-est a Varna modernă, la intersecția străzilor San Stefano și Han Krum. Acestea au o suprafață de aproximativ 7.000 m2, cu bolte de până la 20-22 m înălțime. În funcție de suprafață, băile romane din Varnase clasează pe locul patru între cele mai mari terme romane păstrate din Europa, în urma termelor lui Caracalla și Dioclețian din capitala imperială Roma și a băilor din Trier. Termele sunt cele mai mari din regiunea Balcanilor și cea mai mare clădire antică ce a supraviețuit pe teritoriul Bulgariei de astăzi.
Termele romane din Varna dispun de întreaga gamă de facilități, inclusiv un apodyterium (vestiar), un frigidarium (piscină rece), un tepidarium (piscină caldă) și un caldarium (piscină fierbinte), precum și o palestra (un spațiu cu funcții sociale și sportive). Încălzirea era asigurată prin intermediul unui hipocaust, un sistem de încălzire prin pardoseală cu conducte.